# رود ریاچوئلو (ماتانزا)
رود ماتانزا یا ریاچوئلو (به اسپانیایی: Río Matanza-Riachuelo) رودی به طول ۶۴ کیلومتر است که در استان بوئنوس آیرس آرژانتین سرچشمه می‌گیرد و مرز جنوبی بخش فدرال بوئنوس آیرس را پدیدمی‌آورد. در حوضه ۲۲۴۰ کیلومترمربعی این رود، ۵٫۳ میلیون نفر زندگی می‌کنند. شاخه‌های اصلی آن را جریان‌های آبی، مانند کانیولاس، چاکون، مورالس و سیلدانز تشکیل می‌دهند.
این جریان آبی از مبدأ خود تا «آونیدا خنرال پاز» با نام ریو لا ماتانزا شناخته می‌شود و پس از آن نام ریاچوئلو به خود می‌گیرد. بادهای نسبتاً شدید «سودستادا» که از جنوب شرقی می‌وزد با منحرف کردن مسیر این جریان آبی، مانع ورود آن به دهانه ریو دلاپلاتا می‌شود که اغلب به بروز سیل می‌انجامد.

## آلودگی
بسیاری از کارخانه‌ها در اطراف این رود مستقر شده‌اند و فاضلاب‌های صنعتی، مواد مضری مانند فلزات سنگین را وارد رود می‌کند. در سال‌های اخیر، بی‌توجهی به این امر خسارت‌های جبران ناپذیری وارد آورده‌است.